# Phytometra modesta
Phytometra modesta är en fjärilsart som beskrevs av Caradja 1896. Phytometra modesta ingår i släktet Phytometra och familjen nattflyn. Inga underarter finns listade i Catalogue of Life.